# 亨利堡
亨利堡（Fort Henry）是一处加拿大国家历史遗产，由加拿大公园局管理。它位于加拿大安大略省金斯顿的亨利角，靠近卡塔拉基河注入圣劳伦斯河的河口，安大略湖东端。堡垒得名于魁北克省总督亨利·汉密尔顿。
亨利堡建于1812年战争期间，用于保护金斯敦皇家海军船坞（现加拿大皇家军事学院所在地）免受美国人的攻击，并监视圣劳伦斯河和安大略湖的水上交通。 1830年代，改建为较大的新建筑，用于保护海军船坞和丽都运河的南入口。堡垒在1930年代得到修复，是一个重要的旅游景点。

亨利堡的卫兵

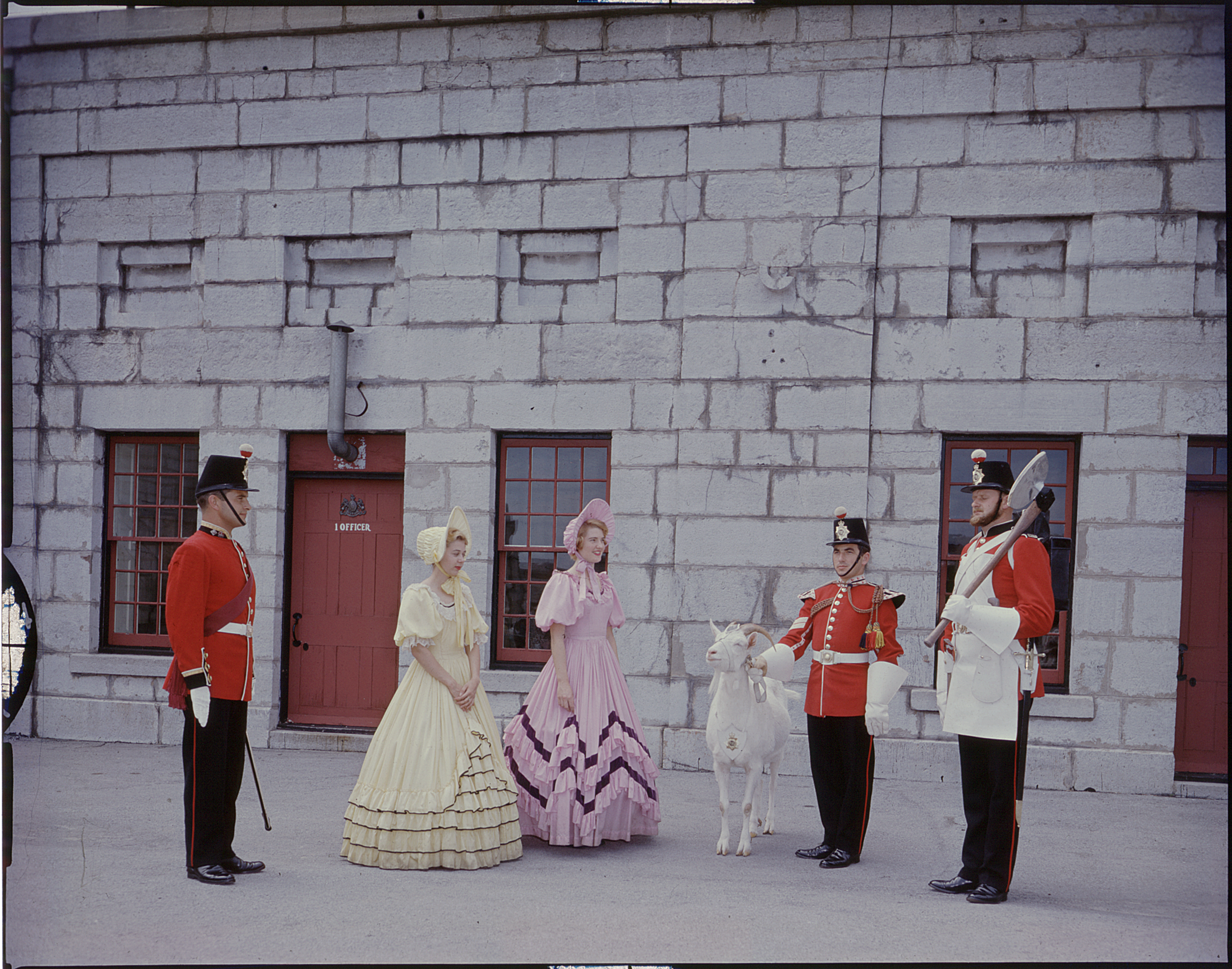
亨利堡卫兵

亨利堡已公布为加拿大国家历史遗产，2007年又作为丽都运河的一部分，列为世界遗产。